# Parafia św. Barbary w Libiążu
Parafia św. Barbary w Libiążu – rzymskokatolicka parafia należąca do dekanatu Libiąż archidiecezji krakowskiej. Została utworzona w 1985. Kościół parafialny został wybudowany w latach 1983–1999, konsekrowany w 2000.